# Зоранич, Пётр
Пётр Зоранич (хорв. Petar Zoranić или De Aibis; 1508, Задар — 1550 [по другим сведениям — между 1543 и 1569], Дубровник) — хорватский поэт и писатель

.

## Биография
Родился в патрицианской семье, переселившейся из Нина. Учился в школе Задара.

## Культурное наследие
В 1536 году создал роман-эклога «Planine» («Горы») на хорватском языке — первый роман в хорватской литературе, изданный после смерти автора (Венеция, 1569), а также в XVI томе сборника Загребской академии под заглавием «Staripisci hrvatski». Роман написан наполовину прозой и стихами и отличается высокими поэтическими достоинствами.
Произведение написано под влиянием творчества М. Марулича, о чём свидетельствует имя одного из действующих лиц поэмы (Марул) и использование мотивов его произведения («Молитва против турок»). Автор использовал также мотивы из Вергилия, Овидия, Данте и других авторов; основным примером послужила мифологическая пастораль «Аркадия» Якопо Саннадзаро. Произведение имело ярко выраженный антитурецкий патриотический характер.
Ещё два романа, написанные П. Зораничем, не сохранились.
Роман «Planine» оказал влияние на творчество Ю. Бараковича.
Историческое происхождение названия родного города Пётр объяснял как «дарованный Богом»

## Память
Памятник Петару Зораничу установлен у церкви Святого Хризогонуса (Crkva svetog Krsevana) в Задаре.